# Gare de Gecse-Gyarmat
La gare de Gecse-Gyarmat (en hongrois : Gecse-Gyarmat vasútállomás) est une halte ferroviaire hongroise, située à Gecse.